# 이방인 (쿠보타 사키의 노래)
〈이방인〉(일본어: 異邦人 이호진[*])은 일본의 싱어송라이터 쿠보타 사키의 데뷔 싱글로, 1979년 10월 1일 발매되었다. (7" Vinyl: 06SH-636)

## 배경
1978년, 쿠보타 사키는 쿄리츠 여자 단기대학에 재학하던 중, "미스 세븐틴"이라는 이름의 아이돌 콘테스트를 싱어송라이터 대회로 착각하여 자작곡을 녹음한 테이프를 응모, 1차 심사에서 합격해버린다. 그녀는 수영복 심사였던 2차 심사를 거부하는 대신, 도쿄의 CBS 소니 스튜디오에서 노래를 부르며 연주를 하게 되었으며, 거기서 실력있는 프로듀서로 알려진 가네코 후미에 (金子文枝)를 만났다. 이후 쿠보타는 가네코의 지도를 받으며 단기대학과 CBS 소니를 오가며 생활한다.
〈이방인〉은 쿠보타가 JR 주오선을 타고 통학하던 중에 탄생했다. 당시엔 고가네이 서쪽에서부터 구니타치 인근에 공터가 많이 있었는데, 어느날 그런 공터에서 숨바꼭질을 하고 있는 아이들의 모습을 보며 곡의 첫 부분인 "어린이들이 하늘을 향해 두 손을 펴고서 새나 구름, 꿈까지도 잡으려 하고 있구나."라는 가사를 떠올린다. 쿠보타는 곡을 만들때 멜로디를 먼저 만들고 가사를 붙였으나, 이 곡은 반대로 작업이 이루어진 것이다. 너무나 단조로운 곡이었기 때문에 피아노가 아니라 기타를 치며 원형을 만들었다. 곡이 성공하고 난 뒤에도, "그렇게 우연하게 만들어진 곡이 이렇게까지 잘될 줄은 몰랐다."고 말했다.
쿠보타는 처음엔 〈이방인〉이 레코드 샵에 진열되는 것만으로도 기뻐했으나, 곧 곡이 밀리언셀러가 될 정도로 성공을 거두고 본인의 스케줄이 늘어감에 따라 점차 불안해졌다. 또한 당황스럽게도 자신의 실력과는 무관하게 이 곡만이 주목받는 상황을 점차 느끼게되나, 이후의 스케줄이 모두 결정되어있어 그만둘 수 없었다. 그녀는 당시 상황을 "'쿠보타 사키'라는 이름의 폭주 기관차에 필사적으로 붙들려있는 것 같은 느낌이었습니다."라고 회상했다.
원래 곡의 제목은 '새하얀 아침 (白い朝)'이라는 제목이었는데, 임팩트가 약하다는 등의 이유로 프로듀서인 사카이 마사토시 (酒井政利)에 의해 현재의 제목으로 수정되었다. ('이방인'과 마찬가지로, 새하얀 아침 역시 가사에 등장하는 단어이다.) 사카이는 그해 초에 발매되었던 주디 온그(Judy Ongg, 翁倩玉)의 밀리언셀러 〈매료되어〉(魅せられて)를 프로듀싱하며 "에게해의 테마"라는 타이틀을 붙여 발매했으며, 이 싱글에서도 "실크로드의 테마 (シルクロードのテーマ)"라는 부제목을 붙이는데, 이러한 과정에서 발생된 이국적인 느낌을 연출하기 위하여 덜시머가 사용되었고, 중동 분위기가 느껴지는 강렬한 도입부가 탄생했다.

## 프로모션
산요 전기는 새롭게 출시하는 컬러 TV의 광고 노래 후보로, 덴츠로부터 이노우에 요스이, 오하시 준코 (大橋純子), 마지막으로 아직 데뷔하지 않은 "쿠보타 사유리"까지 세 명의 후보를 제시받았으며, 산요의 결정으로 쿠보타가 낙점되었다.:201 이후 쿠보타가 썼던 두 곡이 후보작으로 올랐는데, 하나는 당시 제목이 〈새하얀 아침〉이었던 이 곡이었으며, 다른 하나는 실크로드를 연상해 작곡한 〈비단길〉(絹の道)이었다. 산요 전기의 선전부장과 기획과장, 덴츠는 〈비단길〉을 밀었으나, 당시 산요 전기의 영업 본부에서 마케팅을 담당했던 카메야마 타이치 (亀山太一)의 판단에 이 곡으로 결정되었다. 그는 곡의 말미의 가사 "잠시 뒤돌아봤을 뿐인 이방인"이라는 가사에 주목하여 이것을 캐치프레이즈로 하도록 지시했다.:202-203 산요 전기는 실크로드가 연상되는 이미지에 곡의 가사를 삽입하여 포스터와 카탈로그, 옥외 광고 등에 활용했으며, 광고가 방송되기 전부터 사내, 영업소, 판매처에 테이프를 돌리고, 광고가 방송된 뒤로는 엽서를 통해 청취자와 적극적으로 소통하는 등 전폭적으로 프로모션을 전개해나갔다.:204-205
1979년 10월 1일 〈이방인〉의 레코드가 발매되었고, 약 2주 뒤인 10월 14일부터 텔레비전으로 광고가 송출되었다. 이 곡으로 방송에 처음으로 출연한 것은 같은해 11월 19일에 후지 TV에서 방송되었던 《밤의 히트 스튜디오》였다.:205

## 성적
1979년 11월 12일자 오리콘 차트에서 55위로 처음 등장했으며, 그 후로 점차 순위를 올라 12월 10일에 이르러 1위를 차지했다. 12월 13일, 음악 순위 프로그램인 《더 베스트텐》에서도 5위로 처음 진입하였으며, 같은 달 27일에 1위를 차지했다. 이듬해인 1980년 1월 17일까지 3주 연속 1위를 기록했으며, 그해 3월 6일까지 12주 연속으로 랭킹에 머물렀다.:205
CBS 소니의 발표로는 1979년 12월 25일까지 100만 장의 음반 매출을 기록했는데, 카메야마 타이치와 사카이 마사토시는 이렇게 빨리 곡이 성공을 거둘것이라고는 생각하지 못했으며, 그 둘은 당초에 곡이 1980년 2월 말부터 히트할 것이라고 예상하고 있었다.:206 최종 싱글 판매량은 140.4만 장으로 알려졌는데, 이는 판매량을 기준으로 한 1980년 방악 순위에서 2위에 해당되는 수치로, 이보다 더 많은 판매량을 기록한 싱글은 몬타&브라더스의 〈댄싱 올나이트〉(156.3만 장) 뿐이다.

## 수록곡
| #            | 제목                     | 작사                            | 작곡         | 편곡          | 재생 시간 |
| ------------ | ------------------------ | ------------------------------- | ------------ | ------------- | --------- |
| 1.           | 〈〈이방인〉〉 (異邦人)  | 쿠보타 사키                     | 쿠보타 사키  | 하기타 미츠오 | 3:45      |
| 2.           | 〈〈꿈 비행〉〉 (夢飛行) | 쿠보타 사키 / 야마카와 케이스케 | 쿠보타 사키  | 하기타 미츠오 | 4:15      |
| 총 재생 시간 | 총 재생 시간             | 총 재생 시간                    | 총 재생 시간 | 총 재생 시간  | 8:00      |

## 리메이크
〈이방인〉은 다음과 같은 여러 국가의 아티스트에 의해 다시 불렸다. 곡명의 경우 원곡과 상이한 경우만 기록한다.
| 발매연도 | 아티스트                                                   | 수록 음반/싱글                          | 곡명                                |
| -------- | ---------------------------------------------------------- | --------------------------------------- | ----------------------------------- |
| 1980     | 쉬샤오펑 (徐小鳳)                                          | ―                                       | 〈行蹤不要問〉                      |
| 1990     | 카사하라 히로코                                            | 〈이방인 '90〉                          | 〈이방인 '90〉                      |
| 1997     | 노가미 유카나                                              | 〈이방인〉                              | ―                                   |
| 1998     | 아이징 (艾敬)                                              | 《이방인》                              | ―                                   |
| 2000     | Coo:nya                                                    | 〈이방인〉                              | ―                                   |
| 2001     | MAGUMI                                                     | 〈이방인〉                              | ―                                   |
| 2002     | 나카모리 아키나                                            | 《-ZEROalbum- 가희2》                   | ―                                   |
| 2003     | 이시이 타츠야                                              | 《nipops》                              | ―                                   |
| 2003     | 야스다 케이                                                | 《FS4 FOLK SONGS 4》                    | ―                                   |
| 2003     | 마츠모토 타카히로 (B'z / 기타) 사카이 이즈미 (ZARD / 보컬) | 〈이방인〉(공동)                        | ―                                   |
| 2003     | 마츠모토 타카히로 (B'z / 기타) 사카이 이즈미 (ZARD / 보컬) | 《THE HIT PARADE》(마츠모토)            | 〈이방인〉(featuring ZARD)          |
| 2005     | 여자12악방                                                 | 《둔황 ~Romantic Energy~》              | ―                                   |
| 2005     | 토쿠나가 히데아키                                          | 《VOCALIST》                            | ―                                   |
| 2006     | 큐시마 미사치                                              | 〈이방인〉                              | ―                                   |
| 2007     | Acid Black Cherry                                          | 〈이방인〉                              | ―                                   |
| 2008     | 아란 케이                                                  | 《나비 ~Butterfly~》                    | ―                                   |
| 2010     | 이나가키 준이치                                            | 《남자와 여자 -TWO HEARTS TWO VOICES-》 | 〈이방인〉(duet with 오기노메 요코) |
| 2011     | 미겔 게레이로 (ミゲル・ゲレイロ)                           | 《행복 송★ 안녕하세요, 미겔입니다》     | ―                                   |
| 2011     | 이와사키 요시미                                            | 《색채의 주인공》                       | ―                                   |
| 2011     | 란카                                                       | 《쇼와를 읊었다 ~소중한 것으로~》       | ―                                   |
| 2012     | 시바타 준                                                  | 《COVER 70's》                          | ―                                   |
| 2014     | 하나후케츠 (華風月)                                        | 《THEME OF 하나후케츠》                 | ―                                   |
| 2014     | 이와사 미사키                                              | 〈도모노우라 모정 (초회한정반 CD+DVD)〉 | ―                                   |
| 2015     | PENICILLIN                                                 | 《Memories ~Japanese Masterpieces~》    | ―                                   |
| 2015     | 요시이 카즈야                                              | 《Yozzy Kazborn》                       | ―                                   |
| 2016     | 하라다 토모요                                              | 《연애소설2 ~어린 잎 시절》             | ―                                   |

## 참고 문헌
- 《昭和40年男》. 크레타 퍼블리싱. 2015년 6월. 잡지 코드 14795-06.
- 카메야마 타이치 (1983). 《固定客は一人もいない》. 니혼코교신분샤. ISBN 4819105922.